# Никитский монастырь (Кашира)
Никитский монастырь — женский монастырь Коломенской епархии Русской православной церкви, расположенный в городе Кашире.

## История монастыря
Деревянная Никитская церковь на месте будущего монастыря существовала ещё в XVII веке. Новый каменный Никитский храм был большей частью построен в 1823 году на средства купца Фёдора Руднева; достроен и освящён в 1855 году.
В 1843 году на средства Ф. И. Руднева при храме открыта богадельня, которая в 1862 году преобразована в женскую общину. В 1884 году община получила статус женского монастыря.

Никитский монастырь. Дореволюционное фото

Ещё в 1845 году выстроена колокольня Никитской церкви, ставшая впоследствии монастырской колокольней. Под нею в 1855 году устроена Преображенская церковь, которая в 1906 году перосвящена как Церковь Иконы Божией Матери Неопалимая Купина. Незадолго до этого к колокольне была пристроена трапезная (1902—1906).
В 1889—1894 годах на территории монастыря строился (под руководством архитектора В. О. Грудзина) трехпрестольный соборный Храм во имя Преображения Господня (освящён в 1894 году).
При монастыре было две школы — церковно-приходская (на 50 девочек) и живописи, а также больница для сестер (на 5 кроватей).
С конца XIX века до 1920-х годов в монастыре жила старица Ольга Ложкина, благодаря которой монастырь стал объектом паломничества. Среди жертвователей на нужды монастыря был и император Николай Второй.
В 1890 году крестьяне трех деревень, расположенных на другом берегу Оки, обратились к игуменье с просьбой открыть школу для местных детей. Школу открыли в 1891 году на том месте, где некогда находилась Соколова пустынь — мужской монастырь, упраздненный в XVIII веке. Один из храмов этой обители был посвящён Усекновению Главы Иоанна Предтечи — такое же посвящение получил и храм при школе, вокруг которого вскоре образовался Иоанно-Предтеченский скит. Скит находился в шести километрах к западу от Троицкого Белопесоцкого монастыря на территории нынешней деревни Соколова Пустынь.
В 1919 году насельницы, боясь закрытия обители, преобразовали её в артель. Однако в 1920-х годах монастырь всё же был закрыт, Никитская и Преображенская церкви переоборудованы под производственные помещения, верхние ярусы колокольни сломаны. Иоанно-Предтеческий скит был полностью разрушен. После войны помещения монастыря использовали чулочно-носочным комбинатом.
Спасо-Преображенский храм был передан церкви в 1998 году, здание Никитского храма долгое время было предметом имущественных споров, поскольку в 1990-е годы оно было приватизировано — несмотря на паспорт памятника архитектуры и зодчества, выданный Министерством культуры СССР в 1980 году, согласно которому преимущество при продаже культурной ценности имеет государство. В июле 2007 года храм был выставлен на торги как складское помещение; дело дошло до суда. В 2009 году Никитский храм был передан церкви.
В 2015 году по благословению митрополита Ювеналия была принята благотворительная программа по восстановлению храмов бывшего Никитского монастыря. К тому времени Преображенский собор и Никитский храм находились в аварийном состоянии.
За период 2016—2018 года в Никитском храме проведены противоаварийные и реставрационные работы, включающие в себя: комплекс мер по усилению фундаментов апсиды, четверика и трапезной Никитского храма, достроена ротонда с куполом, заново построена колокольня, отделаны наружный фасад и внутреннее убранство храма и трапезной.
В феврале 2018 года глава городского округа Кашира Алексей Спасский, выступая с отчётом перед местными жителями, объявил в том числе о планах восстановления Никитского монастыря. По его словам, восстановительные работы в храмах обители проведут за счет средств Фонда порушенных святынь, а создание инфраструктуры на прилегающей территории возьмут на себя городской и областной бюджеты.
24 июня 2018 года был совершён чин Великого освящения Преображенского собора и Никитского храма Митрополитом Крутицким и Коломенским Ювеналием.
24 июня 2018 года митрополит Крутицкий и Коломенский Ювеналий в сослужении викарных епископов совершил великое освящение восстановленных Преображенского собора и Никитского храма города Каширы.
22 июля 2018 года Никитский монастырь посетил Патриарх Кирилл.
9 июля 2019 года решением Священный Синод Русской православной церкви Никитский монастырь был официально открыт. 21 июля 2019 года митрополит Ювеналий совершил Божественную литургию в Преображенском соборе Никитского монастыря. Во время малого входа он совершил возведение монахини Магдалины (Чекулаевой) во игумению Никитского монастыря.

## Настоятельницы общины и монастыря
- Фомаида (Чирочина) (1843—1861)
- Макария  (Сомова) (1861—1888)
- Тихона (Ладыженская) (1888—1909)
- Сергия (Зайцева) (1909-1914)
- Серафима (Ильичева) (1914 до закрытия монастыря в 1923 году)
- Магдалина (Чекулаева) (с 9 июля 2019)

## Сохранившиеся строения
- Никитский храм
- Спасо-Преображенский собор
- Игуменский корпус (перестроен в 1970-е гг) - в н.в. проживают жители г.Кашира
- Келейный двухэтажный кирпичный корпус (принадлежит частному лицу)